# 多伊爾維爾 (科羅拉多州)
多伊爾維爾（英語：Doyleville）是位於美國科羅拉多州甘尼森縣的一個非建制地區。該地的面積和人口皆未知。

## 地理
多伊爾維爾的座標為38°27′06″N 106°36′34″W / 38.45167°N 106.60944°W，而該地的平均海拔高度為2455米（即8054英尺）。